# Список персонажей Grand Theft Auto V
Grand Theft Auto V (сокр. GTA V) является одной из самых продаваемых игр 2013 года и входит в Книгу рекордов Гиннеса, как самая продаваемая игра за 24 часа и как игра, которая быстрее всего принесла создателям 1 млрд. Ниже представлен список наиболее заметных персонажей данной игры. Их разработали Дэн Хаузер и Руперт Хумфрис.
Основными протагонистами игры являются Майкл де Санта, в прошлом знаменитый вор, а в настоящем примерный муж и отец; Тревор Филипс, партнер Майкла по ограблениям и его близкий друг; Франклин Клинтон, чернокожий гангстер, зарабатывающий на жизнь воровством машин для автодилера из Армении Симона Етаряна и жаждущий стать богатым и зажить мирной жизнью.

## Протагонисты

### Майкл де Санта
Майкл де Санта (англ. Michael de Santa) является одним из трех протагонистов GTA 5. Родился в 1965 году на Среднем Западе.
Раньше был известным грабителем банков и близко дружил с Тревором Филипсом, но в 2004 году после неудачного ограбления банка в Людендорфе вошёл в программу по защите свидетелей, инсценировал свою смерть, сменил имя и на момент действия игры (2013 год) живёт в богатом особняке в Рокфорд-Хиллз, в городе Лос-Сантос вместе с женой и двумя детьми. Однако семейная жизнь в Лос-Сантосе у него не задалась. Дни напролет Майкл проводит за выпивкой или около своего бассейна, игнорируя своих детей и жену. Все это привело к тому, что дети начали относиться к нему с презрением. А Майкл стал изменять Аманде со стриптизершами, полностью игнорируя её. Всё меняется с возвращением Тревора Филипса. Позже, после появления Франклина и Тревора вернулся к жизни вора.
Имя при рождении — Майкл Таунли (затем вынужден был поменять её на «Де Санта», проходя по программе защиты свидетелей).
В старшей школе играл в американский футбол, но из-за травмы колена был вынужден оставить большой спорт.
Является самым возрастным протагонистом во всей серии игр «Grand Theft Auto» (примерный возраст — 46-49 лет).
Первый протагонист в серии, который имеет собственную семью.
Номер телефона — 328-555-0108.
Уникальная способность — замедление времени во время пешей стрельбы, что помогает делать отличные и точные выстрелы и хэдшоты.
Личный транспорт — темный седан Obey Tailgater (игровая реплика Audi A6).
Любимая радиостанция — Vinewood Boulevard Radio.
Единственный главный герой GTA 5, который может заниматься йогой. Занятия йогой повышает уровень Выносливости и Объём легких Майкла.
Исполнительный продюсер внутреигрового кинофильма «Meltdown», режиссёром которого выступил Соломон Ричардс.
Является ярым киноманом, а также, главным поклонником деятельности известного Вайнвудского  режиссёра и продюсера — Соломона Ричардса, с которым часто играет в «Угадай фильм по цитате».
Возможно, что Майкл является тайным приверженцем уфологии. Все наркотические галлюцинации Майкла связаны с темой пришельцев.
Может погибнуть в 2013 году в Лос-Сантосе-
Нед Люк озвучил и стал прототипом лица для Майкла.

### Франклин Клинтон
Франклин Клинтон (англ. Franklin Clinton) является одним из трех протагонистов GTA 5. Франклин — молодой и амбициозный чернокожий гангстер, который родился в 1988 году.
На момент начала игры (2013 год) он живёт в доме своей тёти и вместе со своим другом Ламаром Дэвисом ворует машины для Симона Етаряна, армянского дилера автомобилей в «Premium Deluxe Motorsport». Раньше у Франклина была девушка Таниша Джексон, но она ушла от него к нейрохирургу. Он жаждет вырваться из района и стать чем-то большим, чем мелкой сошкой, но у него ничего не получается до знакомства с Майклом (задание «Complications»). Позже становится профессиональным вором.
Личный транспорт — белый Bravado Buffalo S (подарок от Симона Етаряна, игровая реплика Dodge Charger SRT8), зелёный «Bagger» (после задания «Repossession»). 
Любимая радиостанция — Radio Los-Santos.
Номер телефона — 328-555-0156.
Первый протагонист в серии, который имеет своего домашнего питомца (собака Чоп, которая досталась Франклину от Ламара Дэвиса).
Фигурирует в GTA Online после выхода обновления «The Contract» (15.12.2021). В нём онлайн-протагонисту предстоит помочь Франклину в развитии своего бизнеса, который нацелен на оказание различных услуг для влиятельных и богатых персон Лос-Сантоса и помочь рэперу Dr. Dre в розыске вора, укравшего телефон с неопубликованным материалом.
Уникальная способность — замедление времени во время вождения автотранспорта, помогает в гонках от Хао или в заскриптованых миссиях (например, «Франклин и Ламар»).
Шон «Solo» Фонтено озвучил и стал прототипом лица для Франклина.
Факт: Актёр Шон «Solo» Фонтено является двоюродным братом другого актёра, который озвучивал Карла Джонсона (сокр. CJ) из Grand Theft Auto San Andreas.

### Тревор Филипс
Тревор Филипс (англ. Trevor Philips) является одним из трех протагонистов GTA 5, психически неуравновешенный друг Майкла, вместе с ним в прошлом грабил банки, но после неудачного ограбления в Людендорфе он сумел сбежать и после этого 9 лет думал, что Майкл погиб. В молодости был лётчиком, однако из-за проблем с психикой его выгнали из ВВС. Родился в 1968 году (а это значит, что Майкл Де Санта старше двух персонажей игры GTA 5).
В настоящее время живёт в небольшом городке под названием Сэнди-Шорс, владеет компанией по производству наркотиков «Тревор Филипс Энтерпрайз». Однако однажды, смотря новости, он узнаёт, что Майкл жив и отправляется на его поиски в Лос-Сантос.
Уникальная способность — ярость, во время её действия Тревор наносит больше урона, а сам получает неуязвимость.
Личный транспорт — красный Canis Bodhi (пикап в игре списан со старых автомобилей данного типа кузова, в частности Kaiser Jeep M715).
Bce наркотические галлюцинации Тревора связаны с темой клоунов. 
Может погибнуть в 2013 году в Лос-Сантосе от рук Франклина или Майкла (Если не стрелять в лужу с бензином)
Стивен Огг озвучил и стал прототипом лица для Тревора.

## Центральные персонажи

### Лестер Крест
Лестер Крест (англ. Lester Crest) — компьютерный гений, помогает Майклу, Франклину и Тревору во время ограблений. Имеет серьёзные проблемы со здоровьем и поэтому практически постоянно сидит на инвалидной коляске, а когда он встаёт с коляски, то ходит с тростью. Не умеет общаться с людьми лично, поэтому предпочитает общаться в сети, где чувствует себя более раскованным и свободным.
Лестер является астматиком.
Личный транспорт — синяя Declasse Asea (игровая реплика Chevrolet Aveo 2007 года).
Центральная персона в GTA Online. Является главным помощником и проводником онлайн-протагониста.
Лестер связывается с онлайн-игроком (достигшим 10 уровня) говоря тому, что тот становится примечательной фигурой в криминальном мире Лос-Сантоса, после чего приглашает его к себе домой для личного знакомства и уведомления того факта, что онлайн-игрок ныне может через него назначить награду за голову другого игрока, но в конце предупреждая, что тот сам может стать целью для охоты.
Помогает в организации серии из 5 разнообразных ограблений онлайн-игроку (минимальный уровень игрока — 12). События обновления для GTA Online «The Heists».
Озвучен Джеем Клейтзем.

### Ламар Дэвис
Ламар Дэвис (англ. Lamar Davis) — лучший друг и напарник Франклина Клинтона. Они познакомились, когда ещё были подростками. После этого они оба ушли в криминал. Конфисковывали автотранспорт для своего работодателя армянского происхождения Симона Етаряна (до миссии «Complications») . Часто впутывается в неприятности и Франклину приходится его спасать.
Несколько сумасшедший, вспыльчивый персонаж. Гордится своими корнями, которые исходят от племени апачи.
Имеет собаку нетрадиционной сексуальной ориентации по имени Чоп, но в ходе сюжетной линии отдаёт её под опеку Франклину.
Личный транспорт — зеленый Albany Emperor (игровая реплика Lincoln Town Car; достался ему, предположительно, после смерти Стретча).
Номер телефона — 346-555-0141.
Первый персонаж, с кем знакомится онлайн-игрок в GTA Online. Ламар проводит короткую экскурсию для игрока, сначала устроив с ним небольшую гонку, а затем знакомя игрока с его первым работодателем — Джеральдом. Позже сам начинает давать онлайн-протагонисту задания. Основа из них — угон и доставка Автоцистерн с горючим.
Центральная фигура обновления «The Lowrider Update», в котором онлайн-игроку предстоит помочь горе гангстеру пробиться в верха гангстерского мира Лос-Сантоса.
На момент событий обновления «The Contract» Ламар основал свой легальный бизнес по продаже марихуаны в лечебных целях, и его бизнес конкурирует с деятельностью мексиканской группировки Vagos.
Озвучен Слинком Джонсоном.
Примечательно, что на раннем этапе разработки Ламар планировался как один из протагонистов, что было сперва выяснено фанатами на основании скрытых файлов игры, а позже подтверждено и озвучившим его Слинком Джонсоном.

### Дэвид «Дейв» Нортон
Дейв Нортон — продажный агент ФРБ, который работает на Стивена Хейнса. В прошлом он заключил сделку с Майклом Таунли (Майкл предоставил информацию Бюро в обмен на программу защиты свидетелей), впоследствии став для него чем-то вроде друга. Убил Брэда Снайдера, участника ограбления банка в Северном Янктоне в 2004 году.
Личный транспорт — синий Ubermacht Oracle( игровая копия BMW 7 серии).

### Стив Хейнс
Стив Хейнс (англ. Steve Haines) — коррумпированный агент ФРБ (аллюзия на ФБР), второстепенный антагонист игры. Родился в 1975 году и стал работать в ФРБ в 1993 году. Благодаря своему профессионализму и трудолюбию, он возглавил целый отдел Бюро, в котором работали Дейв Нортон и Андреас Санчез. В 2008 году стал вести шоу о преступности, которое называлось «The Underbelly of Paradise» («Под брюхом Рая»). Именно благодаря этому шоу он стал знаменитым.
Несмотря на известность Стива, в 2013 году весь его отдел существует лишь за счёт взяток. В 2013 году именно он нанимает Майкла, Тревора и Франклина для того, чтобы они помогли ему разобраться с главным конкурентом ФРБ — ЦУР (aллюзия на ЦРУ) и получать более крупный бюджет от государства.
Стив Хейнс является эгоистичным и высокомерным агентом ФРБ, который не остановится перед нарушением закона для достижения своих целей.
Может погибнуть в 2013 году в Лос-Сантосе от рук Тревора, Франклина, Майкла.
Озвучен актёром Робертом Богом.
Факт: Майкл или Франклин могут «грохнуть» Стива, несмотря на то, что это дело для Тревора, но если подойти к Стиву близко за Майкла или Франклина, то тот будет обращаться к ним как к Тревору Филипсу.

### Дэвин Уэстон
Дэвин Уэстон (англ. Devin Weston) — главный антагонист GTA 5. Влиятельный миллиардер, владеет акциями большого количества крупных компаний (примечательно, что он владеет 11 % акций частной военной компании «Merryweather Security», но в то же время, называет себя либералом). Отказался платить Франклину за угон для него машин, а позже его люди напали на семью Майкла за то, что тот якобы убил его юриста (Молли Шульц) и помешал ему уничтожить единственный (как он думал) экземпляр плёнки фильма «Meltdown», продюсером которого был Майкл.
Помпезный, эгоистичный, самовлюбленный и псевдо-либеральный богач Дэвин готов для своей выгоды подставить кого угодно. Активно практикует йогу, но в то же время агрессивно относится к окружающим.
Живёт в районе «Тонгва-Хиллз», в своем роскошном доме на сваях с бассейном на задней площадке.
Личный транспорт — чёрный Truffade Adder (игровая реплика Bugatti Veyron).
Может погибнуть в 2013 году в Лос-Сантосе от рук Тревора, Франклина и Майкла.
Озвучен Джонатаном Уолкером.

### Аманда де Санта
Аманда де Санта (англ. Amanda de Santa) — жена Майкла, мать Трейси и Джимми де Санты. До знакомства с Майклом работала стриптизершей, но ушла с работы ради семьи. В 2013 году их отношения с Майклом оставляют желать лучшего, так как Аманда постоянно ему изменяет, а Майкл совершенно не обращает внимания на неё и детей.
Во время событий игры она на время уходит от Майкла к своему тренеру йоги Фабьену Ларушу, но она достаточно быстро разочаровывается в нём и возвращается к Майклу.
С ней можно сыграть в теннис на личном теннисном корте Майкла.
Личный транспорт — красный кабриолет Ubermacht Sentinel XS (игровая реплика BMW M3). Номерной знак KRYST4L — это бывший псевдоним Аманды (в её бытность работы стриптизершей).
Озвучена Вики Ван Тасел.

### Джимми де Санта
Джимми де Санта (англ. Jimmy de Santa) — сын Майкла и Аманды, бездельник, который целыми днями только играет в видеоигры, троллит людей в социальных сетях и курит «травку». Не хочет идти на работу, во многом на это повлияла программа по защите свидетелей.
Джимми предстаёт перед нами как толстый рыжеволосый парень низкого роста. На шее у него есть татуировка «Entitled». Он носит красно-черную майку с номером «07» на спине.
Трусливый и ленивый персонаж, который разыгрывает из себя крутого и живёт на отцовских деньгах. К концу игры меняется, становится более серьёзным и признаётся, что хочет стать комиком.
Личный транспорт — жёлтый велосипед «Whippet Race Bike».
Любимая радиостанция — West Coast Classics FM.
Иногда можно встретить в зале игровых автоматов онлайн протагониста в GTA Online (обновление «Ограбление казино Diamond»).
Озвучен Дэнни Тамберелли.

### Трейси де Санта
Трейси де Санта (англ. Tracey De Santa) — дочь Майкла и Аманды, пытается стать популярной актрисой, в том числе и в порноиндустрии. Ходила на кастинг в телешоу «Fame or Shame» («Стыд или Слава»), и благодаря отцу попадает в шоу.
Типичная «папенькина дочка», избалованная деньгами. Имеет очень капризный и истеричный характер. По ходу сюжета показывает свою ненависть и безразличие к Майклу, но выясняется, что она любит отца и переживает за него, что нетипично для её семьи.
Личный транспорт — желтый Issi (игровая реплика Mini Cooper S).
Любимая радиостанция — Non Stop Pop FM.
У Трейси светлые волосы, есть три татуировки на шее, пояснице и на ступне.
Озвучена Михалой Синнотт.

## Второстепенные персонажи

### Триады

#### Вэй Чэн
Вэй Чэн — глава триад в Лос-Сантосе, один из антагонистов игры. Отец Тао Чэна. Конфликт с ним произошёл из-за Тревора, который перебил братьев О’Нил, с которыми торговали триады. В попытке найти Тревора Вэй Чэн похищает Майкла (он считал, что Майкл и Тревор любовники), которого спасает Франклин. По канону был убит Франклином.
Озвучен Джорджем Чуном.

### Балласы

#### Стретч
Стретч — чернокожий гангстер, член банды The Families, позже предавший их и перешедший к Балласам. На момент начала игры недавно вышел из тюрьмы.
Грубый, эгоистичный, безжалостный гангстер, часто конфликтующий с Франклином. По мере продвижения по сюжету мы узнаём, что он предал банду и работает на Балласов. Настоящее имя — Гарольд Джозеф. Согласно канону, в конце игры был убит Майклом.
Озвучен Хасаном Джонсоном.

## Остальные персонажи
| Имя                  | Информация о персонаже |
| -------------------- | --- |
| Андреас Санчес       | Один из третьестепенных персонажей GTA 5. Работает в ФРБ и является правой рукой Стива Хейнса. По ходу сюжета выясняется, что Санчес в тайне работал на другую команду в ФРБ, а также сливал большое количество информации в ЦУР (главный конкурент ФРБ). Во время миссии «The Wrap Up», Санчес попытается произвести арест Майкла Де Санты и Дейва Нортона, но ему это в итоге не удаётся и он погибает от шальной пули, выпущенной из пистолета Стива Хейнса. |
| Молли Шульц          | Юрист Дэвина Уэстона. Когда сам Уэстон занят, она улаживает все деловые вопросы. По приказу Уэстона она собирается увести копию фильма Майкла в Либерти-Сити. Майкл, не желая расставаться с ней, преследует Молли. Убегая от Майкла она попадает в турбину самолёта и погибает в ней. |
| Чоп                  | Один из третьестепенных персонажей GTA 5. Собака Франклина, изначально принадлежала Ламару, но после одной из миссий Ламар оставляет Чопа у Франклина. Порода — ротвейлер. С Чопом можно гулять и попутно дрессировать его. |
| Тао Чэн              | Один из третьестепенных персонажей GTA 5 и GTA Online. Сын Вэй Чэна, одного из антагонистов игры. Не разговаривает на английском и постоянно находится в состоянии наркотического опьянения. Появляется в нескольких миссиях за Тревора. Может погибнуть от рук Франклина в Лос-Сантосе. |
| Переводчик Чэна      | Один из третьестепенных персонажей GTA 5 и GTA Online. Переводчик Тао Чэна. Настоящее имя неизвестно. |
| Беверли              | Один из третьестепенных персонажей GTA 5. Фотограф, даёт задания Франклину по фотографированию знаменитостей в неловких для них ситуациях, жаждет раскрыть все пороки звёзд с помощью фотографий. Позже придаёт Франклина, отказывая тому в выплате долга за скандальные фото знаменитостей (серия заданий «Paparazzo»). Убит Франклином Клинтоном в задании «Paparazzo-Reality Check» • Номер телефона — 328-555-0139 • Личный транспорт — красный «Issi» (появляется только в «Paparazzo-Reality Check»). • Любимая радиостанция — Non-Stop Pop FM. |
| Омега                | Один из третьестепенных персонажей GTA 5. Помешанный на теории НЛО молодой парень. Даёт Франклину задания по поиску частей от летающей тарелки. После сбора всех 50 обломков корабля пришельцев дарит Франклину уникальный вариант внедорожника «Dune Buggy» — «Space Docker». • Номер телефона — 346-555-0162. |
| Наталья Зверова      | Наталья родилась в России (отец родился на Украине, а мать - в России), а затем переехала в США, Лос-Сантос. Практически ничего неизвестно о её прошлом, но теперь она живёт в доме на Вайнвуд-Хиллз и спит с Мартином Мадрасо. Впервые появляется в миссии «Семейная консультация». |
| Симон Етарян         | Симон нанял Франклина Клинтона и Ламара Дэвиса как изымателей, вскоре Симон приказывает изъять жёлтый внедорожник, проданный Джимми. Хотя Франклин возвращает внедорожник, Майкл Де Санта, увидевший его и спрятавшийся на заднем сидении, устраивает засаду. Майкл говорит Франклину, что у Джимми проблем быть не может, так как он только что приобрел автомобиль и обвиняет Симона в мошенничестве с кредитами. Он заставляет Франклина въехать через окно в автосалон, под дулом пистолета; Майкл возмещает Франклину деньгами и избивает Симона, который приступает к увольнению Франклина и Ламара. Позже Симон звонит Франклину и угрожает ему за его деяния. • Номер телефона— 611-555-0120 • Любимая радиостанция — Lowdown 91.1 FM. • Имеет племянника — Сашу Етеряна, о котором упоминает Франклин Клинтон в задании «Repossession». • Между заданиями «Friend Request» и «Mr.Philips» у игрока есть возможность посетить автосалон Симона повторно. В ходе этого случайного события игрок узнаёт, что Симон находится под покровительством армянской мафии. Реплика Симона зависит от протагониста (Франклин или Майкл), который войдет в салон. |
| Лазло Кроуфорд Джонс | Лазло появляется в качестве второстепенного персонажа, ведущего шоу талантов «Стыд или Слава». Встречается в миссии «Стыд или слава», в которой преследуется Майклом и Тревором, после чего Тревор снимает его на камеру своего телефона без штанов и выкладывает в интернет. Затем он появляется в миссии «Воссоединение семьи», где он предлагал Трейси «отсосать у него» за что он вернет её в шоу «Стыд или слава». Майкл и Джимми услышали это, после чего Майкл насильственно вставил пирсинг ему в нос, бровь и ухо, потом набил ему татуировку на груди/спине в виде полового органа, а затем отрезал ему хвост волос на голове. • Самый «старый» персонаж серии GTA (первое появление — «Grand Theft Auto 3», в качестве радиоведущего станции «Chatterbox FM».) • Личный транспорт — красный компактвэн «Dilettante» (игровая реплика Toyota Prius). |
| Дениз Клинтон        | Активная феминистка, иногда собирается с подругами-феминистками дома, либо на улице. Сильно недолюбливает Франклина. Дениз жила вместе с Франклином до его переезда в Вайнвуд-Хиллс. Несколько раз появляется в миссиях. • Номер телефона — 273-555-0164 • Дениз возможно убить, но после этого игроку будет предъявлен счёт в $5000, а также гневное сообщение от Дениз. |
| Фабьен Ларуш         | Фабьен вырос в маленьком городке во Франции. Однако там он был обвинен в преступлениях, которые не были доказаны, поэтому в конечном итоге он переехал в Лос-Сантос. После своего переезда в Лос-Сантос, Фабьен пережил личные кризы и ошибочные действия благодаря занятиям йогой от 2002 года. В GTA V он самый знаменитый инструктор йоги в мегаполисе Лос-Сантос. Является частным инструктором Аманды де Санты, а также и её любовником, к которому она ушла от Майкла, но впоследствии вернулась обратно. |
| Патриция Мадрасо     | Вспомогательный персонаж в GTA V. Жена мексиканского бизнесмена Мартина Мадрасо. В начале игры Мартин над ней издевался, изменял ей, оскорблял и унижал. Появляется в первой миссии за её мужа, где Тревор после окончания миссии похитил её. Затем появляется в доме Тревора. И в миссиях в Округе Блейн. У Тревора и Патриции завязывается роман. Позже Тревор вернул её Мартину и видно, что Тревор отрезал ему ухо за издевательства над Патрицией. |
| Эшли Батлер          | Одна из второстепенных персонажей из GTA 4. В 2013 году завела роман с Тревором. Джонни Клебицу это не понравилось, и он решил опередить соперника. Но после секса с Эшли Тревор убил Джонни, а Эшли разозлилась на Тревора. Затем после миссии «Чёрный вертолёт» во внутриигровых новостях будет написано, что Эшли и ещё четыре байкера умерли в многоквартирном доме, в Палето-Бэй, от передозировки героина во время оргии. |
| Флойд Геберт         | Флойд — кузен Уэйда, через которого он познакомился с Тревором Филипсом. Флойд живёт в квартире своей девушки в Веспуччи-Бич, где также жил Тревор при приезде в Лос-Сантос. Также квартира была использована Майклом и Франклином во время планирования ограбления. Флойд работает в Пирсе 400 в порту Лос-Сантоса уже 10 лет, и находится в отношениях с адвокатом по имени Дебра, которая продолжительное время находится в командировке. Убит Тревором Филипсом в задании «Hang Ten». |
| Дебра                | Дебра является девушкой Флойда Геберта. Она является адвокатом, часто мотается за рубеж и, таким образом, имеет довольно напряженные отношения с её кавалером. В её квартире позже обитают двоюродный брат Флойда, Уэйд и его друг, Тревор Филипс, которые и устраивают здесь «срачи», к большому огорчению Флойда. Вскоре Дебра вместе с Флойдом будут убиты Тревором Филипсом (задание «Hang Ten»). • Имела любовника по имени Боб. Он научил Дебру как обращаться с пистолетом. |
| Мод Эклз             | Второстепенный персонаж GTA V и GTA Online. Охотница за головами, выдаёт задания по поимке беглых преступников Тревору, появляется в игре как одна из чудаков и прочих незнакомцев. |
| Тахир Джаван         | Второстепенный персонаж GTA V. В поисках какой либо информации о Джаване ФРБ вышли на Фердинанда Керимова, мастера по установке домашних кинотеатров, который настраивал оборудование в его доме. Керимов приводит Майкла Де Санта и Дейва Нортона на холм с видом на особняк Джавана, где как раз проходит вечеринка, и даёт его подробное описание. Используя полученные сведения, Майкл убивает Джавана. |
| Таниша Джексон       | Таниша выросла в Южном Лос-Сантосе вместе с Франклином Клинтоном и Ламаром Дэвисом. Из-за того, что её брат погиб от гангстерских разборок, в которых участвовал Франклин, она с ним рассталась. После полного прохождения сюжета игры (без разницы с какой концовкой), Таниша звонит Франклину, говоря ему, что сегодня у неё свадьба. Франклин желает ей всего наилучшего. |
| Доминик Бисли        | Франклин впервые встречает Доминика во время побочной миссии «Оценка риска», когда собака (которую видит один лишь Франклин) приводит героя к дереву, на которое неудачно спарашютировал Доминик. Вскоре Бисли погибает при падении. |
| Марни Аллен          | Член Культа Эпсилон GTA V. Марни сильно изменилась. Теперь это не бледная наркоманка, а вполне себе свежая и бодрая девушка. Также она будет присылать сообщения Майклу, помогая ему найти части Трактата Эпсилон. |
| Мэри-Энн Куинн       | Мэри-Энн появляется в трех разных миссиях «Чудаков и прочих незнакомцев», в каждой из которых есть один из трех главных героев, и каждому из них нужно победить в определенном виде спорта (Майкл — бег, Тревор — гонка на велосипедах, Франклин — триатлон). Встреча каждого персонажа открывается постепенно позже по сюжету. |
| Поппи Митчелл        | Во время своего появления в GTA V Поппи гораздо нестабильна и склонна к гневу, чем в TBoGT, вероятно из-за давления со стороны Вайнвуда и папарацции на неё. Она появилась в статье «Поппи Митчелл выскочила!» для журнала «Stars Talk Weekly», где она обвинила либералов и Лейси Джоанс в своих недавних шалостях. |
| Тоня Уиггинс         | Тоня и её бойфренд — Джей Би — старые друзья Франклина, он упоминает, что знает Джей Би уже 20 лет. У неё и Джей Би большие пристрастия к наркотикам. Они и работают на эвакуаторе только для того, чтобы заработать на новую дозу. • Если Франклин выполнит все задания Тони, то он может выкупить эвакуаторскую службу, где работали Тоня и Джей Би. |
| Антония Боттино      | Второстепенный персонаж GTA V. Антонию можно встретить на севере Бухты Палето, в Округе Блэйн, когда её собираются похоронить заживо враги её отца. Её может спасти один из протагонистов (Франклин, Тревор или Майкл), а затем отвезти её в Вайнвуд-Хиллз. |
| Лейси Джонас         | Лейси появляется в игре как персонаж, которому нужна помощь. Ей можно помочь во время игры за любого протагониста. За Лейси будут охотиться папарацци, намеревающиеся заснять её в бикини. Главный герой должен будет подъехать к ней на машине, и она сядет в неё. После того, как вы оторвётесь от папарацци, Лейси попросит вас отвезти её в особняк. |
| Урсула               | Урсула может быть найдена на Норт-Калафия-Вей, в южной части горы Чилиад. Когда игрок остановится рядом с ней, она попросит довезти её до дома около Маяка Эль-Гордо. После того как протагонист доставит её домой, она даст ему свой номер и попросит позвонить. Ждать Тревора или Франклина она всегда будет на пристани Сэнди-Шорс. |
| Никки                | Стриптизерши клуба «Vanilla Unicorn», доступные для съема и оставляющие номер после проведенной ночи. |
| Сапфир               | Стриптизерши клуба «Vanilla Unicorn», доступные для съема и оставляющие номер после проведенной ночи. |
| Джульет              | Стриптизерши клуба «Vanilla Unicorn», доступные для съема и оставляющие номер после проведенной ночи. |
| Инфернус             | Стриптизерши клуба «Vanilla Unicorn», доступные для съема и оставляющие номер после проведенной ночи. |